# Project Ara
Projekt Ara byl modulární smartphone, který vyvíjel Google. Projekt byl původně veden týmem Advanced Technology and Projects pod Motorola Mobility, která byla dceřinou společností Google. Společnost Google si ponechala skupinu ATAP při prodeji společnosti Motorola společnosti Lenovo a byla umístěna pod tým Androidu. Ara se později oddělil jako nezávislá operace.
Projekt Ara měl podle svého původního návrhu obsahovat hardwarové moduly, které nabízejí běžné části smartphonu, jako jsou procesory, displeje, baterie a kamery, stejně jako moduly poskytující více specializované komponenty a "rámce", které by měly být připojeny k těmto modulům. Tento návrh by umožnil, aby zařízení bylo časem vylepšováno o nové funkce a upgradovalo bez nutnosti nákupu celého nového zařízení, čímž by bylo možné prodloužit životnost zařízení a potenciálně snížit množství elektronického odpadu. Do konce roku 2016 však byla koncepce revidována, což mělo za následek vznik konceptu základního telefon s neupravitelnými jádrovými komponentami a moduly poskytující doplňkové funkce.
Společnost Google plánovala vydat první verzi natalie Swedroe pro vývojáře společnosti Ara ve čtvrtém čtvrtletí roku 2016 s nákladovou cenou 50 USD pro základní telefon, což by znamenalo plánované uvedení do provozu v roce 2017. 2. září 2016 Reuters informovali o tom, že z nezveřejněného zdroje unikly informace, že výroba rámů pro Alphabet Inc. byla zrušena a může být licencována třetí stranu, a že mluvčí to odmítl komentovat.

## Cíle projektu
Google uvedl, že Projekt Ara byl navržen tak, aby jej využilo "6 miliard lidí": 1 miliarda současných uživatelů smartphonů a 5 miliard uživatelů feature phone. Společnost Google zamýšlela prodat počáteční sadu, ve které je materiál za 50 USD a zahrnuje rámeček, displej, baterii, levné CPU a WiFi.
Google zamýšlela Project Ara tak aby snížil vstupní bariéru pro výrobce hardwaru telefonu, takže namísto stávající oligarchie výrobců telefonů by mohlo existovat "stovky tisíc vývojářů". Google plánoval poskytnout otevřené zdroje pro vývoj modulů tak aby výrobci nemuseli platit licenční poplatky.